# Mónica de Miranda
Mónica de Miranda (Oporto, 1976) es una artista visual e investigadora portuguesa de la diáspora angoleña, fundadora del proyecto Hangar en Lisboa, cuyo trabajo ha sido reconocido en el ámbito de la arqueología urbana y las geografías personales.

## Carrera
De Miranda se graduó en artes visuales por en el Camberwell College of Arts de Londres, en 1998, cursando su doctorado en la Universidad de Middlesex de esa misma ciudad en 2014. Tras residir durante casi 15 años en Inglaterra, se trasladó a Lisboa donde realizó sus estudios postdoctorales en el Centro de Estudios Comparados de la Universidad de Lisboa. Ha desarrollado su trabajo entre Portugal, su lugar de residencia, y localizaciones PALOP.
Su plataforma artística interdisciplinar mezcla dibujo, instalación, fotografía y audiovisual desde un punto de vista amplio, moviéndose entre la ficción y el documental. A través de la fotografía y la videoinstalación, crea y cuestiona espacios de complejidad histórica y arquitectónica que los descendientes de excolonizadores y excolonizados ocupan en África y en la diáspora africana.
La obra de Miranda ha sido expuesta de manera regular desde 2004 en diversos museos y galerías como la Fundación Calouste Gulbenkian, el MNAC- Museu do Chiado, el Museu de Arte, Arquitectura e Tecnologia, el FAS y el Archivo Municipal de Lisboa. También ha participado en varias residencias como Artchipelago (Instituto Francés, Islas Mauricio, 2014), Verbal Eyes (Tate Britain 2009) o “Living Together” (British Council / Iniva, Georgia / Londres 2008).

## Reconocimientos
A lo largo de su carrera de Miranda ha sido nominada a diversos premios, como el Premio Prix Pictet Photo y el Premio de Fotografía Novo Banco en el Museo Colecção Berardo en 2016 o el premio a la mejor obra fotográfica "Geography Dormant" en 2019. Ese mismo año fue una de las seis finalistas del Premio a Nuevos Artistas de la Fundación EDP en el Museo de Arte, Arquitectura y Tecnología Moderna (MAAT).